# Jürgen Schnakenberg
Jürgen Schnakenberg (Bremen, 7 de setembro de 1937) é um físico alemão, professor emérito de física teórica da Universidade Técnica da Renânia do Norte-Vestfália em Aachen.
Jürgen Schnakenberg obteve um doutorado em 1962 na Universidade de Göttingen, com a tese Über eine Näherung für Gitterelektronen in äußeren Feldern, orientado por Friedrich Hund. Em 1969 obteve a habilitação na Universidade de Göttingen. De 1969 a 1971 foi docente na Universidade de Würzburgo e na Universidade de Colônia. Em 1972 foi professor em Aachen, onde tornou-se professor emérito em 2002.
Direciona seu trabalho científico para a física estatística além do equilíbrio termodinâmico e biofísica.

## Obras
- Network theory of microscopic and macroscopic behavior of master equation systems, Rev. Mod. Phys. 48, 571 (1976), doi:10.1103/RevModPhys.48.571.